# Витязь у тигровій шкурі

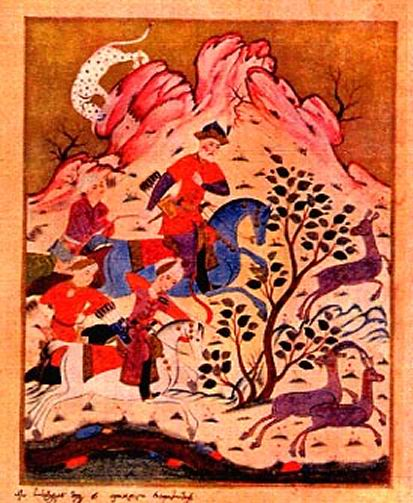
Король Ростеван та Автанділ на полюванні. Ілюстрація із рукописа, виконана Мамукою Тавакарашвілі 1646.

«Ви́тязь у ти́гровій шку́рі» (груз. ვეფხისტყაოსანი, вепхісткаосані) — епічна поема, котру написав у XII столітті (однак, найдавніші відомі рукописні примірники походять з XVI століття) грузинський поет Шота Руставелі. Уперше поему було надруковано 1712 року в Тбілісі.
Сюжет розповідає про пошуки зниклої царівни, яку спершу шукає таємничий витязь Таріел, а потім йому допомагає новопридбаний друг Автанділ. У поемі Руставелі міркує про гуманістичні ідеали Європи Середньовіччя: чемність, почуття любові, дружбу,  ввічливість, завзятість та мужність. Герої поеми відважні, філантропічні та шляхетні. Персонажі не лише грузини — описані в поемі події розгортаються і в інших регіонах світу: на Аравійському півострові, в Китаї та Індії.

## Сюжет
Король Аравії Ростеван не має синів, тому передає царство єдиній дочці — гарній і мудрій Тінатін. Вона прихильна до воєначальника Автанділа, вірного слуги свого батька. Одного разу Автанділ викликає царя Ростевана на змагання з полювання. Вони подорожують три дні та зустрічають витязя в тигровій шкурі, який плаче біля річки. Посланих з'ясувати в чому справа рабів витязь убиває та потім зникає. Ростеван попри все бажає знайти цього витязя, посилає загони по світу, але так і не знаходить.
Тінатін просить Автанділа знайти витязя в тигровій шкурі за три роки, за що обіцяє одружитися з ним. Після двох років і дев'яти місяців пошуків Автанділ знаходить витязя в печері разом з його служницею. Його звуть Таріел. Він — син індійського царя Сарідана, який служив Фарсадану, царю навколишніх земель. Витязь закохався в дочку Фарсадана, Нестан-Дареджан. Таріел вів війну з хатавіанами, щоб заслужити прихильність Нестан-Дареджан, але на своє розчарування дізнався, що її вже обіцяно віддати заміж за хорезмійського князя.
Таріел на прохання Нестан убив її залицяльника. За це царівну посадили на човен і відправили на вірну смерть у море. Шукаючи кохану, Таріел зустрів Нурадін-Фрідона, правителя Мулгазанзара, який розповів йому, що Нестан жива, але перебуває десь далеко в морі. Таріел пішов у пустелю, де став жити в печері з Асмат, служницею Нестан. Зворушений цією історією, Автанділ обіцяє допомогти йому знайти Нестан-Дареджан. Автанділ повертається додому в Аравію і розповідає Тінатін історію про Таріела. Ростеван забороняє йому повертатися до Таріела, але Автанділ порушує заборону та їде допомогти своєму новому другу.
Автанділ сам їде в царство Нурадін-Фрідона, але не дізнається нічого нового. Продовжуючи пошуки, він зустрічає Патман, дружину вождя Усена, яка закохується в нього. Вона каже, що переховувала Нестан у своєму будинку, і допомогла їй втекти. Проте під час втечі Нестан викрав цар каджів.
Автанділ повертається до Фрідона і розповідає Таріелу де його кохана. Втрьох вони вирушають у країну каджів з армією з трьохсот воїнів, щоб повернути Нестан. Їм вдається взяти ворожу фортецю, повбивати всіх ворогів і захопити багаті скарби. Коли Нестан звільняють, усі повертаються до Аравії. Ростеван прощає Автанділу його втечу та порушення заборони. Автанділ одружується з Тінатін. Потім вони їдуть до Індії, де Таріел одружується з Нестан. Фрідон повертається на батьківщину. Троє друзів щасливо правлять у своїх царствах, які процвітають.

## Переклади українською мовою
Vep'his tqaosani дослівно перекладається як у шкурі Vepchi. Мовознавці сперечаються, як правильно перекласти Vepchi — тигр, чи пантера.
- Микола Бажан. Витязь у тигровій шкурі (1937)
- Микола Гулак. Витязь у барсовій шкурі
- Григорій Халимоненко. Витязь у барсовій шкурі (1991)

### Видання українською мовою
- Руставелі Шота. Витязь в тигровій шкурі: Поема / Перекл. з груз. та передм. М. Бажана; Іл. худож. Т. Абакелія.— К.: Дніпро, 1983.— 247 с., іл.
- Руставелі Шота. «Витязь у тигровій шкурі» [Архівовано 16 грудня 2008 у Wayback Machine.]: Поема / Микола Платонович Бажан (переклад з грузинської та вступна стаття) Т. Акабелія (художн.). — Т. : Навчальна книга-Богдан, 2004. — 144с. : іл. — (Шкільна роман-газета; Вип.3). — ISBN 966-692-282-7 (серія). — ISBN 966-692-301-7.